# Элек, Маргит
Маргит Элек (венг. Elek Margit; 5 октября 1910 — 4 февраля 1986) — венгерская фехтовальщица-рапиристка, многократная чемпионка мира.
Младшая сестра двукратной олимпийской чемпионки по фехтованию Илоны Элек.

## Биография
Родилась в 1910 году в Будапеште. В 1933 году завоевала золотую медаль Международного первенства по фехтованию в Будапеште. В 1934 году на Международном первенстве по фехтованию в Варшаве завоевала золотую и серебряную медали. В 1935 году стала обладательницей золотой медали Международного первенства по фехтованию в Лозанне. В 1936 году завоевала серебряную медаль Международного первенства по фехтованию в Сан-Ремо. В 1937 году стала чемпионкой первого официального чемпионата мира по фехтованию (тогда же Международная федерация фехтования задним числом признала чемпионатами мира все прошедшие ранее Международные первенства по фехтованию).
В 1948 году стала серебряной призёркой чемпионата мира, но на Олимпийских играх в Лондоне заняла лишь 6-е место в личном первенстве. В 1951 году вновь стала серебряной призёркой чемпионата мира. В 1952 году приняла участие в Олимпийских играх в Хельсинки, но неудачно. В 1952—1955 годах ежегодно завоёвывала золотую медаль чемпионата мира, на чемпионате мира 1956 года стала обладательницей бронзовой медали.